# Tro-Bro Léon 2009
Il Tro-Bro Léon 2009, ventiseiesima edizione della corsa e valida come evento dell'UCI Europe Tour 2009 categoria 1.1, si svolse il 19 aprile 2009 su un percorso totale di circa 202,7 km. Fu vinto dal francese Saïd Haddou che terminò la gara in 4h56'35", alla media di 41,007  km/h.
Al traguardo 54 ciclisti portarono a termine il percorso.

## Ordine d'arrivo (Top 10)
| Pos. | Corridore           | Squadra       | Tempo    |
| ---- | ------------------- | ------------- | -------- |
| 1    | Saïd Haddou         | Bouygues Tel. | 4h56'35" |
| 2    | Stéphane Bonsergent | Bretagne      | s.t.     |
| 3    | Lilian Jégou        | Bretagne      | s.t.     |
| 4    | Denys Kostjuk       | ISD-Neri      | s.t.     |
| 5    | Mikel Gaztañaga     | Contentpolis  | s.t.     |
| 6    | Steven Tronet       | Roubaix       | s.t.     |
| 7    | Steven Caethoven    | Agritubel     | s.t.     |
| 8    | Florian Vachon      | Roubaix       | s.t.     |
| 9    | Nadir Haddou        | Auber 93      | s.t.     |
| 10   | Jimmy Casper        | Besson Chaus. | s.t.     |